# Вторая турецко-египетская война
Вторая турецко-египетская война (1839—1841) — война между центральным правительством Османской империи и номинально подвластным ей Египтом.

## Предыстория
В 1833 году, после первой турецко-египетской войны, наместник Египта Мухаммед Али получил в своё распоряжение Сирию. Неудовлетворённость достигнутым и неудачи последующих лет усилили его честолюбивые притязания. В мае 1838 года он со всей ясностью дал понять, что желает получить независимость. В 1839 году на него двинулась османская армия.

## Ход войны
24 июня 1839 года сын Мухаммеда Али Ибрагим-паша выиграл решающую битву при Незибе, к юго-востоку от Газиантепа. Не прошло и недели, как умер султан Махмуд II, а новым султаном стал его сын Абдул-Меджид I. Капудан-паша воспользовался этим моментом, чтобы перейти на сторону Мухаммеда Али, и вместе с имперским флотом отплыл в Александрию.
Преодолев многочисленные разногласия, Великобритания, Россия, Франция, Австрия и Пруссия, выступили единым фронтом, предупредив великого визиря, чтобы тот не спешил заключать соглашений с алчным губернатором. 22 августа Стамбул предоставил европейским державам полномочия вести переговоры об урегулировании от лица Османской империи.
Летом 1840 года началась военная интервенция Великобритании и Австрии в Сирию. Действовавшим тогда же турецким корпусом командовал немец Август Иохмус. В Горном Ливане вспыхнуло антиегипетское восстание, перекинувшееся на внутренние области Сирии и Палестины. Египетские войска потерпели ряд поражений: 28 сентября английский адмирал Нейпир заставил капитулировать египетский гарнизон в Сидоне; 3 октября египтяне оставили Бейрут; 10 октября в районе Бейрута англо-австро-турецкий десант под командованием Нейпира нанёс поражение египтянам. 3 ноября, после усиленной бомбардировки, десант Нейпира занял Акру — последний оплот египтян на побережье Леванта. 
27 ноября 1840 года в Александрии Мухаммед Али и Нейпир заключили перемирие, которое фактически являлось капитуляцией Египта. По требованию европейских держав правитель Египта отозвал свои войска из Леванта, Хиджаза, Киликии, Крита и вернул султану захваченный флот.

## Последствия
Особыми фирманами султана от 13 февраля и 1 июня 1841 года Мухаммед Али сохранял в наследственном владении Египет и Судан. Египетская армия была сокращена со 150—200 до 18 тысяч человек, судоверфи уничтожались: Мухаммед Али лишался права производить своих офицеров в генеральские чины и не мог без разрешения султана приобретать и строить корабли. Египетский паша признавал верховную власть султана и обязался выплачивать в османскую казну ежегодную дань. На его владения были распространены все международные договоры Османской империи, в том числе англо-турецкая торговая конвенция 1838 года, открывшая египетский и суданский рынки для европейской торговли. В результате Мухаммед Али лишился возможности финансировать свою власть за счёт государственных монополий, запрещённых по условиям соглашения.